# 央隆乡
央隆乡，是中华人民共和国青海省海北藏族自治州祁连县下辖的一个乡镇级行政单位。

## 行政区划
央隆乡下辖以下地区：
托勒村、夏尔格村、曲库村和阿尔格村。